# Grenada op de Olympische Jeugdzomerspelen 2010
Grenada nam deel aan de Olympische Jeugdzomerspelen 2010 in Singapore, de eerste editie van de Olympische Jeugdspelen.

## Deelnemers en resultaten
(m) = mannen, (v) = vrouwen 

### Atletiek
| Olympiër                    | Discipline       | Resultaat | Prestatie                                                                                        |
| --------------------------- | ---------------- | --------- | ------------------------------------------------------------------------------------------------ |
| Lindon Kellon Toussaint     | discuswerpen (m) | 13e       | kwalificatie: 51,61 m (13e) (38,75 - 50,59 - x - 51,61) B-finale: 50,93 (5e) (x - x - x - 50,93) |
|                             |                  |           |                                                                                                  |
| Lucy Nasha Fortune          | 200 m (v)        | 10e       | 1R serie 1: 25,04 (4e) B-finale: 24,63 (2e)                                                      |
| Nickhelia Eudora Atida John | 400 m (v)        | 16e       | 1R serie 1: 59,97 (4e) C-finale: 57,31 (1e)                                                      |

### Boksen
| Olympiër            | Discipline                   | Resultaat | Prestatie                                                                                 |
| ------------------- | ---------------------------- | --------- | ----------------------------------------------------------------------------------------- |
| Kandel Kirby Dowden | vlieggewicht (tot 61 kg) (m) | 4e        | HF 1: verloor van NRU Dj Maaki (op punten) om brons: verloor van EGY Hesham Adelaar (dsq) |

### Zwemmen
| Olympiër              | Discipline     | Resultaat | Prestatie                |
| --------------------- | -------------- | --------- | ------------------------ |
| Richard Francis Regis | 50 m vrij (m)  | 40e       | 1R serie 1: 27,39 (2e)   |
| Richard Francis Regis | 100 m vrij (m) | 52e       | 1R serie 1: 1.02,69 (5e) |
| Ayesha Marie Noel     | 50 m vrij (v)  | 48e       | 1R serie 2: 30,96 (5e)   |
| Ayesha Marie Noel     | 200 m rug (v)  | 32e       | 1R serie 1: 2.42,60 (8e) |

Afghanistan · Albanië · Algerije · Amerikaanse Maagdeneilanden · Amerikaans-Samoa · Andorra · Angola · Antigua en Barbuda · Argentinië · Armenië · Aruba · Australië · Azerbeidzjan · Bahama's · Bahrein · Bangladesh · Barbados · België · Belize · Benin · Bermuda · Bhutan · Bolivia · Bosnië en Herzegovina · Botswana · Brazilië · Britse Maagdeneilanden · Brunei · Bulgarije · Burkina Faso · Burundi · Cambodja · Canada · Centraal-Afrikaanse Republiek · Chili · China · Chinees Taipei · Colombia · Comoren · Congo-Brazzaville · Congo-Kinshasa · Cookeilanden · Costa Rica · Cuba · Cyprus · Denemarken · Djibouti · Dominica · Dominicaanse Republiek · Duitsland · Ecuador · Egypte · El Salvador · Equatoriaal-Guinea · Eritrea · Estland · Ethiopië · Fiji · Filipijnen · Finland · Frankrijk · Gabon · Gambia · Georgië · Ghana · Grenada · Griekenland · Groot-Brittannië · Guam · Guatemala · Guinee · Guinee‑Bissau · Guyana · Haïti · Honduras · Hongarije · Hongkong · Ierland · IJsland · India · Indonesië · Irak · Iran · Israël · Italië · Ivoorkust · Jamaica · Japan · Jemen · Jordanië · Kaaimaneilanden · Kaapverdië · Kameroen · Kazachstan · Kenia · Kirgizië · Kiribati · Koeweit · Kroatië · Laos · Lesotho · Letland · Libanon · Liberia · Libië · Liechtenstein · Litouwen · Luxemburg · Macedonië · Madagaskar · Malawi · Malediven · Maleisië · Mali · Malta · Marshalleilanden · Marokko · Mauritanië · Mauritius · Mexico · Micronesië · Moldavië · Monaco · Mongolië · Montenegro · Mozambique · Myanmar · Namibië · Nauru · Nederland · Nederlandse Antillen · Nepal · Nicaragua · Nieuw-Zeeland · Niger · Nigeria · Noord-Korea · Noorwegen · Oeganda · Oekraïne · Oezbekistan · Oman · Oostenrijk · Oost‑Timor · Pakistan · Palau · Palestina · Panama · Papoea-Nieuw-Guinea · Paraguay · Peru · Polen · Portugal · Puerto Rico · Qatar · Roemenië · Rusland · Rwanda · Saint Kitts en Nevis · Saint Lucia · Saint Vincent en Grenadines · Salomonseilanden · Samoa · San Marino · Sao Tomé en Principe · Saoedi-Arabië · Senegal · Servië · Seychellen · Sierra Leone · Singapore · Slovenië · Slowakije · Soedan · Somalië · Spanje · Sri Lanka · Suriname · Swaziland · Syrië · Tadzjikistan · Tanzania · Thailand · Togo · Tonga · Trinidad en Tobago · Tsjaad · Tsjechië · Tunesië · Turkije · Turkmenistan · Tuvalu · Uruguay · Vanuatu · Venezuela · Verenigde Arabische Emiraten · Verenigde Staten · Vietnam · Wit-Rusland · Zambia · Zimbabwe · Zuid-Afrika · Zuid-Korea · Zweden · Zwitserland